# Open Game License
La Open Game License ("Llicència de Joc Obert"), abreviat OGC, és una llicència que poden utilitzar els desenvolupadors de jocs de rol per donar permís per modificar, copiar o redistribuir alguns dels continguts del joc, notablement el seu reglament. No obstant, han de mantenir la mateixa llicència en les còpies i obres derivades que se'n facin. La va publicar Wizards of the Coast el 2000 per llicenciar-hi la tercera edició de Dungeons & Dragons, moviment dirigit per Ryan Dancey.